# Günter Westphal
Günter Westphal (* 11. Juni 1937 in Raddack; † 22. März 2019 in Berlin) war ein deutscher Chemiker.

## Leben
Günter Westphal besuchte die Oberschule in Heringsdorf und studierte anschließend an der Pädagogischen Hochschule Potsdam Chemie auf Lehramt. Von 1960 bis 1965 bildete er sich dort zum Wissenschaftlichen Assistenten weiter. Nach seiner Promotion war er ab 1965 an der Humboldt-Universität zu Berlin tätig. 1969 habilitierte er über die Verwendung zuckerhaltiger Abwässer, ab 1974 war er Professor für Organische Chemie. Ab Mitte der 1980er leitete er die Abteilung für Nahrungsgüterwirtschaft und Lebensmitteltechnologie der Universität. Später war er am Institut für Agrar- und Stadtökologische Projekte der Humboldt-Universität zu Berlin tätig. Westphals Forschungsschwerpunkt lag im Bereich der Synthesechemie, der Maillard-Reaktion und der Konservierung von Lebensmitteln.

## Werke
- Günter Westphal, Hans Buhr, Horst Otto: Reaktionskinetik in Lebensmitteln. Springer-Verlag, 1996, ISBN 978-3-540-61133-2.
- Günter Westphal, Gerhard Gerber, Bodo Lipke: Proteine – nutritive und funktionelle Eigenschaften. Springer-Verlag, 2003, ISBN 978-3-540-00232-1.